# 休斯号驱逐舰
休斯号驱逐舰（英語：USS Hughes，舷号：DD-410），是美国海军于第二次世界大战前建造的一艘辛姆斯级驱逐舰，舰名取自曾于美西战争期间带领部队烧毁五艘敌舰的爱德华·梅里特·休斯（Edward Merritt Hughes）中校。第二次世界大战中，休斯号参与了包括中途岛海战、圣克鲁斯群岛海战在内的多场大规模战役。二战后，休斯号作为靶船参加了十字路口行动，试验结束后被拖出作为靶舰被飞机击沉。
休斯号由中校的遗孀冠名，于1937年9月15日由位于缅因州巴斯的巴斯钢铁厂铺设龙骨，并于1939年6月17日下水。1939年9月21日，休斯号在波士顿海军造船厂正式服役，交由唐纳德·詹姆斯·拉姆齐（Donald James Ramsey）中校指挥。

## 设计与装备
西姆斯级驱逐舰的主体构造与班汉级驱逐舰类似，但在其基础上改进了舰体流线结构和武器布局，使其在2具西屋电气蒸汽涡轮机的推进下最高能够达到37节航速。该级驱逐舰早期搭载有5座单装5英寸38倍径主炮、2座四联装21英寸鱼雷发射管和4座.50机枪，但其中一座主炮随后因稳心过高问题而被拆除，随着战事进展，西姆斯级的防空火力和反潜装备也得到过加强。此外，该级驱逐舰还搭载有多种当时较为先进的技术，使其在续航、火炮准度等方面相较于过往船型有了一定程度的提高。

## 服役历史

### 美国参战前
在墨西哥湾完成试航与调试后，休斯号加入大西洋舰队，并于1940年7月到1941年12月间在大西洋服役，期间其先后执行马提尼克岛海域巡航，监视维希法国海军，冰岛海域中立巡航等多项任务。与此同时，她也成为第一批护送英国船队前往英格兰的美国驱逐舰中的一员。

### 第二次世界大战
日军对珍珠港发动突袭后，美军在太平洋战区对于军舰的需求与日俱增。休斯号于1941年12月18日从弗吉尼亚州诺福克出发，护送约克城号航空母舰前往加利福尼亚州圣地亚哥，并于30日抵达。她于1942年1月12日离开圣地亚哥，为前往萨摩亚的增援部队与运输舰队提供护航。随后，她加入以约克城号为核心的特遣舰队。3月10日，她为实施对賈盧伊特環礁 、馬金群島 、米利環礁和阿巴里靈阿環礁空袭的航空母舰提供掩护，随后跟随第17特遣舰队攻击了位于莱城和薩拉毛亞的日本基地。珊瑚海海战期间，休斯号因护送一艘油轮前往努美阿而错过了整场战役，但随后她顺利返回珍珠港并参加了中途岛海战。
中途岛海战期间，休斯号为约克城号提供防空掩护，并取得击落两架魚雷轟炸機，协助击落另外两架的战果。6月4日，在约克城号遭受重创并下令弃船后，休斯号被命令留守并彻夜保持警戒。6日，日本潜艇伊-168突破警戒网，使用鱼雷命中约克城号及正在救援的哈曼号驱逐舰，导致二者先后沉没，休斯号随即使用深水炸弹对潜艇展开攻击，随后对生还者展开救援。
在短暂执行护航任务后，她在瓜达尔卡纳尔岛重新加入美军舰队，并在聖克魯斯群島戰役期间一直为大黄蜂号航空母舰提供掩护。在此期间，休斯号取得击落一架战机，协助击落两架的战果。尽管护航驱逐舰尽全力保障空域安全，大黄蜂号最终还是于10月27日被击沉。11月10日，休斯号加入第16特遣舰队，并在瓜達爾卡納爾島戰役期间掩护企业号航空母舰，此后休斯号继续为舰队提供掩护直到1943年2月。
在经过初步改装后，休斯号完成护航任务，从南太平洋返回珍珠港，此后又于4月18日启程前往阿留申群島，并于24日抵达。7月6日至22日，美军对基斯卡島展开大规模轰炸，当占领基斯卡的任务结束后，休斯号于8月25日离开阿留申群岛，返回加利福尼亚州旧金山进行完整改造与全面修理。改造修理与试航调整完成后，休斯号于10月26日启航前往珍珠港，为进攻吉尔伯特群岛做准备。她于11月10日出发，并作为特遣舰队的成员掩护航母空袭布塔里塔里環礁。11月24日，休斯号前往救援沉没的利斯康湾号护航航空母舰，并成功救出152名幸存者。
1944年1月13日，休斯号加入第53特遣舰队，随后跟随舰队于2月3日到11日对馬紹爾群島发动进攻。在3月31日对帕劳的袭击中，她继续为护航航空母舰提供掩护。4月23日，休斯号参加了对查亚普拉以及新幾內亞的攻势，期间她为空袭艾塔佩和塔那麦拉湾的护航航母集群提供掩护。此后的5个月里，休斯号始终在新几内亚海域为第7舰队执行护航、火力支援等任务直到9月25日启程前往菲律宾参与新一轮的进攻。在此期间，休斯号也先后参加了对比亞克島、農福爾島、摩羅泰島等地的进攻，并在一系列战役中担任威廉·M·费克斯勒海军少将的旗舰。
在对莱特岛展开进攻期间，休斯号作为亚瑟·杜威·斯特鲁布尔少将的旗舰，率领一支小型舰队攻占了位于萊特灣入口处的迪尼加特岛（Dinigat）与哈莫汉岛（Homohon）。此次行动结束后，休斯号继续为运输舰队提供掩护，频繁往返于菲律宾与新几内亚之间。12月6日，斯特鲁布尔海军上将登舰并指挥休斯号启程前往莱特岛奥尔莫克湾，此后，她被派往莱特岛以南进行警戒。10日，休斯号被一式陆攻发动的神风特攻击中，舰上23人死伤。此次袭击中，休斯号严重受损，一座引擎室报废，并有许多其他机器被毁。期间，神风飞机残骸泄露的航空燃油引发了极为危险的爆燃，但在舰上消防部门的妥善处置下火势得到控制。随后她被拖到莱特岛的圣佩德罗湾，并在那里进行了紧急维修。她于12月19日启程前往約斯蘇達索灣，随后返回珍珠港，最终于1945年1月23日抵达。在经过进一步维修后，她驶往旧金山，并于2月2日抵达旧金山海军造船厂。此后的3个月里休斯号一直在那里进行大修。
经过长时间的检测与调试，休斯号整体状态回归作战水平，她于6月4日启程前往阿留申群岛的埃達克島，在那里她被分配到北太平洋舰队，执行搜寻敌舰、炮击据点等任务直至战争结束。休斯号在战后被重新分配至本州北部执行巡航任务，10月30日，她跟随第2驱逐舰中队启航返回美国本土。

### 十字路口行动
1946年6月30日，休斯号抵达比基尼环礁，为即将进行的十字路口行动进行准备。两次实验中，她分别被停泊在距起爆中心920碼（840）与605碼（553）处，因距离较近，其在试验后严重受损，但仍然漂浮。BAKER核爆实验的第二天，即1946年7月26日，海军将休斯号拖离泊位，并将其搁浅于附近海滩。
休斯号于1946年8月28日退役，随后被拖离比基尼环礁，由位于布雷默顿的普吉特湾海军造船厂接收。经过研究与实验遗留物清理，1948年10月16日，休斯号作为靶舰于华盛顿州外海被飞机击沉。同年11月26日，休斯号从美国海军除籍。

## 荣誉
休斯号在二战中获得了14颗战斗之星。获得荣誉的相关战斗与时间如下：
| 战役或行动                          | 日期（包含期间各任务段） |
| ----------------------------------- | ------------------------ |
| 马绍尔群岛-吉尔伯特群岛海域突袭     | 1942年2月1日             |
| 中途岛海战                          | 1942年6月3日至6日        |
| 瓜达尔卡纳尔岛攻防战                | 1942年9月8日至9日        |
| 布因-范锡-托诺尔（TONOLAI）海域突袭 | 1942年10月5日            |
| 圣克鲁斯战役                        | 1942年10月26日           |
| 第三次瓜达尔卡纳尔岛突袭            | 1942年11月12日至15日     |
| 伦内尔岛海域任务                    | 1943年1月29日至30日      |
| 攻占阿留申群岛                      | 1943年3月11日至6月2日    |
| 进攻吉尔伯特群岛                    | 1943年11月20日至12月7日  |
| 攻占马绍尔群岛                      | 1944年1月31日至2月24日   |
| 亚太地区岛链突袭                    | 1944年3月30日至4月1日    |
| 西新几内亚沿海行动                  | 1944年5月17日至9月15日   |
| 登陆莱特湾与奥尔莫克湾              | 1944年11月5日至12月8日   |
| 攻占千岛群岛                        | 1945年6月25日至8月11日   |

## 历任舰长
| 姓名       | 译名                     | 军衔 | 任职时间                    |
| ---------- | ------------------------ | ---- | --------------------------- |
|            | 唐纳德·詹姆斯·拉姆齐     | 中校 | 1939年9月21日               |
|            | 赫伯特·休斯·马布尔       | 少校 | 1942年12月23日              |
|            | 伊利斯·布鲁克斯·里滕豪斯 | 少校 | 1943年10月23日              |
|            | 小约翰·弗朗西斯·迪塞     | 中校 | 1945年2月23日               |
|            | 小大卫·斯宾塞·比尔       | 少校 | 1945年10月7日-1946年8月28日 |
| 参考文献： |                          |      |                             |